# Caledonia (station de métro)
Pour les articles homonymes, voir Caledonia (homonymie).
Caledonia est une station souterraine de métro léger et une gare de trains de banlieue en construction dans le quartier Eglinton West de Toronto, en Ontario. Elle sera située le long d'Eglinton Avenue, entre la voie ferrée de la ligne Barrie de GO Transit et l'entrée du mail Westside. Elle se trouve à environ 200 mètres à l'ouest de Caledonia Road, en face de Blackthorn Avenue.
En avril 2014, les murs de tête de la station ont été percés d'un tunnel. L'ouverture de la station de métro léger est prévue en 2023 et celle de la gare de GO Transit en 2024.

## Situation ferroviaire

### Métro léger
La ligne 5 Eglinton commence à la surface à la station Mount Dennis, avant de se diriger vers l'est, et de traverser Black Creek Drive et le ruisseau Black sur un pont avant de plonger sous terre. Le tunnel foré continue sous terre sur 10 kilomètres jusqu'à l'est de Brentcliffe Road, où la ligne remonte à la surface au centre d'Eglinton Avenue.

### Trains de banlieue
La gare sera située à la borne 6,5 milles (10,5 km) de la subdivision Newmarket de Metrolinx, entre les gares Union de Toronto et de Downsview Park.
De la gare Union à l'intersection de Queen et de Dufferin (l'emplacement de l'ancienne gare de Parkdale), la ligne emprunte la subdivision Weston du CN, qui est également empruntée par les trains de la ligne Kitchener. Elle est également parallèle à l'ancienne subdivision Galt du Canadien Pacifique, empruntée par les trains de la ligne Milton. À Parkdale, la ligne Bradford bifurque sur la subdivision Newmarket, qui est parallèle à la subdivision Weston jusqu'à Lansdowne Avenue, avant de contourner l'ancien magasin Knob Hill Farms à l'angle de Lansdowne et Dundas. Ce secteur a fait l'objet d'un réaménagement important au cours des dernières années, passant d'un aspect industriel à un aspect plus commercial et résidentiel. Les travaux de la subdivision Weston ont entraîné des modifications du tracé, notamment un passage souterrain sous Strachan Avenue et une amélioration des rails dans le couloir ferroviaire.
Au nord de la jonction, la ligne Barrie suit la subdivision Newmarket en décrivant une gracieuse courbe en S avant de se diriger vers le nord. Cette ligne, la première à être construite à Toronto au début des années 1850, est remarquablement bien conçue, avec un tracé presque droit entre St. Clair Avenue et l'autoroute 7, bien qu'elle ne soit pas dépourvue de courbes verticales. À St. Clair Avenue, au milieu d'une zone industrielle surtout connue pour ses approvisionnements en vin, se trouve un quai d'une ancienne gare utilisée pour la dernière fois par les trains transcontinentaux de Via Rail en 1985.
De St. Clair à Wilson, le paysage est essentiellement industriel. Au nord de Wilson, cependant, la ligne traverse directement le parc de Downsview. L'extrémité nord du parc est la station Downsview Park, qui a essentiellement remplacé la gare de York University plus au nord. La gare permet aux passagers de GO Transit de correspondre vers le métro pour des trajets vers l'Université York et de nombreux autres endroits proches du réseau de métro. La station de métro est mise en service le 17 décembre 2017, et la gare de GO Transit le 30 décembre 2017.

## Histoire

### Network 2011
Les origines de la ligne 5 Eglinton remontent à la proposition Network 2011 de 1985, conçu par la Communauté urbaine de Toronto, alors que la Commission de transport de Toronto et la ville commençaient à installer les voies réservées aux autobus, ou le « busway » le long d'Eglinton Avenue. La ligne devait être termineé en 2003. En 1986, une coalition de conseillers municipaux des villes de York et d'Etobicoke, et de la région de Peel a persuadé le conseil municipal d'inclure une ligne Eglinton Ouest dans un nouveau plan de réseau de transport en commun. Les travaux sur la ligne de métro ont commencé en 1994 et ont été interrompus à la suite des élections de 1995, qui ont vu Mike Harris prendre le pouvoir et ont conduit à l'annulation de la ligne, le tunnel existant étant rapidement comblé.

### Transit City
En mars 2007, la ville de Toronto, dirigée par le maire David Miller et le président de la TTC Adam Giambrone, a proposé une série de projets de transport en commun qu'elle a appelé Transit City. Répondant au fait que le coût élevé de la construction du métro rendait l'expansion du métro lente à une série d'à-coups, et que le modèle d'induction linéaire de haute technologie de la ligne Scarborough n'avait pas tenu ses promesses, ils ont proposé une série de lignes de transport collectif par rail léger à la place. Parmi ces lignes, la clé de voûte du réseau serait la ligne d'Eglinton Crosstown, qui irait de la station Kennedy à Renforth Drive, puis à l'aéroport Pearson. Bien que la ligne soit en surface à ses extrémités, l'achalandage plus élevé que prévu (jusqu'à 5 400 passagers par direction à l'heure de pointe) et la congestion le long des portions plus étroites du centre de l'avenue ont nécessité un tunnel entre Keele Street et Laird Drive. Le temps de trajet dans la section souterraine de la ligne serait réduit de 48 à 19 minutes.
Le conseil municipal de Toronto a appuyé la proposition de Transit City, mais celle-ci n'aurait fait que s'ajouter à une longue série de propositions de transport collectif qui n'ont pas abouti, jusqu'à l'été suivant, lorsque le gouvernement provincial de Dalton McGuinty a accepté de financer la proposition de la ville dans le cadre de son initiative Transports-Action Ontario 2020 (MoveOntario 2020). La ligne Eglinton Crosstown est entré dans sa phase de conception et de consultation. Pendant ce temps, le gouvernement provincial a annoncé un financement de 4,6 milliards de dollars pour la ligne, accordé le 1er avril 2009. La construction devait commencer à la fin de 2010.

### Ère Rob Ford
En novembre 2010, cependant, David Miller n'a pas sollicité pas son nouveau mandat à la mairie. À sa place, Rob Ford a été élu, promettant une politique de transport qui favorisait les automobiles privées au détriment des bus et des tramways. Le système de train léger a été rejeté comme une « attaque contre l'automobile », et des lignes de métro entièrement souterraines ont été proposées à la place. Le 1er décembre 2010, le premier acte de Rob Ford en tant que maire a été d'annuler officiellement la proposition de Transit City, même si certaines parties avaient commencé à être construites.
Annuler la proposition n'a cependant pas été aussi simple que Ford l'espérait. À ce stade, le gouvernement ontarien avait déjà pris le contrôle de ces projets sous la bannière de Metrolinx. Bien que la TTC exploiterait ces nouvelles lignes, Metrolinx en serait le propriétaire, et ce dernier avait déjà accepté de payer tous les coûts d'une grande partie du réseau, y compris la ligne Eglinton Crosstown. Le bureau de maire a entamé des négociations avec Metrolinx et, le 31 mars 2011, les deux parties ont publié un protocole d'entente. Dans ce protocole, la ville de Toronto serait responsable du paiement du coût total de l'annulation de la ligne Sheppard et de son remplacement par un prolongement du métro Sheppard. La ligne Finch West ne serait pas construite qu'à une date ultérieure, éventuellement sous forme de métro. Les fonds qui auraient été alloués à ces deux lignes seraient dirigés vers une version révisées de la ligne Crosstown, qui serait exploitée entièrement en souterrain de Mount Dennis à la station Kennedy, et traversée le long de l'alignement de la ligne Scarborough rénovée. Une fois le protocole d'entente conclu, Metrolinx a entrepris de redessiner la ligne Eglinton Crosstown (rebaptisée Eglinton-Scarborough Crosstown) pour l'adapter à la conception entièrement souterraine.
Alors que les travaux d'ingénierie et de conception ont commencé sur le nouveau tronçon souterrain entre Brentcliffe et Kennedy, les travaux physiques se sont poursuivis sur le tronçon de tunnel déjà approuvé entre Black Creek et Brentcliffe. Quatre tunneliers ont été achetés pour un total de 54 millions de dollars. La première pelletée de terre officielle a eu lieu au parc Keelesdale le 9 novembre 2011 en présence du maire Rob Ford et du premier ministre ontarien Dalton McGuinty. Des panneaux de chantier ont été installés et des puits ont été creusés près de Black Creek Drive. Les tunneliers renommés Dennis et Lea, qui mesurent 81 mètres de long et pèsent 511 tonnes, sont arrivés au parc Keelesdale le 22 février 2013. Ils ont été descendus dans le puits et, en juin 2013, ont commencé à mâcher le sol à 16-20 mètres sous la surface à l'est de Black Creek au printemps 2013.

### Construction

#### Métro léger
Le déplacement des services publics et la construction d'un mur de tête le long d'Eglinton Avenue entre Caledonia Road et Allen Road ont débuté en mars 2013. Les murs de tête est et ouest de la station sont achevés en juin 2014. Les travaux de canalisation d'eau se sont poursuivis jusqu'à la mi-automne 2014.
Un bâtiment de sortie de secours a été érigé sur Eglinton Avenue, à la hauteur de Little Boulevard. Ce bâtiment de sortie de secours comprend la construction d'un chemin d'évacuation, un ensemble d'escaliers allant du tunnel au niveau du sol et un petit bâtiment.
Enbridge a déplacé les pipelines de gaz naturel sur le site de la station en août 2015. Depuis l'automne 2015, les travaux préparatoires à la station ont consisté à surveiller et contrôler les propriétés voisines pour le bruit et les vibrations, évaluer l'état de sol et mesurer des niveaux d'eau, localiser et marquer les services publics souterrains, débroussailler et arracher des arbustes et des arbres dans le secteur, et enlever et entreposer le mobilier urbain, comme les bancs, les abribus, les jardinières et les poubelles.
La station Caledonia a été construite selon la méthode de la tranchée ouverte. Une partie de cette station a été construite selon une version modifiée de la tranchée ouverte dans laquelle une dalle de toit en béton est construite au-dessus de la zone excavée et les équipes travaillent en toute sécurité en dessous. Contrairement aux autres stations en tranchée couverte, la structure de la station est située à l'extérieur de la chaussée, sur une propriété privée.
En novembre 2016, les équipes ont installé des pieux sécants et des caissons, des entretoises et des tirants autour des côtés des entrées pour soutenir l'excavation de ces bâtiments jusqu'à une profondeur d'environ 25 mètres, qui supporterait les charges environnantes jusqu'à ce que les niveaux souterrains du bâtiment soient construits. Une fois l'étayage terminé, les équipes ont travaillé sous le niveau du sol pour construire la plateforme et installer l'infrastructure ferroviaire.
Le 27 mai 2017, une grue à tour a été livrée à la station Caledonia en prévision de travaux d'excavation profonde. À la fin du mois de mai 2017, les équipes ont terminé l'installation de l'équipement de surveillance géotechnique, les travaux de déplacement des services hydroélectriques, le déplacement des services de Bell, le déplacement des feux de circulation, l'empilement de l'édicule, l'installation du système d'assèchement, l'excavation peu profonde jusqu'à la première série de tirants, l'installation du premier tour de calage, des tirants, des entretoises et des traverses, et l'érection de la grue à tour.
Entre 2017 et 2018, les équipes ont poursuivi les travaux d'assèchement et ont continué l'excavation profonde qui consiste à creuser jusqu'à environ 30 mètres sous le niveau du sol pour exposer les tunnels. Pendant l'excavation profonde, plusieurs camions transportaient chaque jour plus de 700 mètres cubes de terre excavée vers une installation hors site,.
Les équipes ont travaillé sur les coulées d'une dalle de béton, le coffrage et l'installation d'acier d'armature en 2019. En octobre 2019, 60 % des coulées de béton ont été réalisés. L'acier de la construction a été installé en novembre 2020, et les équipes ont continué à travailler à l'achèvement de la station, aux micropieux du mur de soutènement au niveau du corridor ferroviaire, à la restauration et à l'aménagement paysager des routes, et aux essais de trains sur la voie de rodage entre les stations Mount Dennis et Caledonia. En avril 2021, le remblayage de l'édicule, l'installation de l'acier de construction de l'entrée principale, l'ouverture du stationnement de FreshCo au nord de la zone de travail, l'installation des ventilateurs du tunnel ouest et l'installation du système de caténaire sont terminés.
En novembre 2021, le système de caténaire a été installé et mis sous tension. Les essais de trains ont commencé. L'acier de construction et les panneaux de l'entrée principale sont achevés. Les travaux de restauration des routes et des trottoirs ont commencé. Le carrelage des escaliers de l'entrée principale et des murs du hall supérieur a été achevé en décembre 2021 et janvier 2022, respectivement.
L'installation de murs de soutènement, les travaux d'aménagement de la rue, les travaux architecturaux, y compris le carrelage des sols, des murs et des escaliers et les travaux de vitrage, l'installation de travaux mécaniques et électriques, y compris l'installation d'ascenseurs et d'escaliers mécaniques et l'éclarage, et les travaux d'aménagement paysager sont en cours en 2022, et pendant une bonne partie de l'année 2023.

#### Trains de banlieue
Une évaluation environnementale a débuté à l'été 2015 pour une nouvelle gare qui s'intégrerait à la future station de la ligne Eglinton. Le rapport d'évaluation environnementale est publié en février 2016.
En juillet 2020, Metrolinx a émis une demande de propositions, qui décrit l'étendue des travaux du projet, à trois équipes préqualifiées : Ellis Don, Grascan et Kenaidan. Le soumissionnaire gagnant se verrait attribuer un contrat au printemps 2021. La gare est actuellement en phase d'approvisionnement, qui se poursuivrait avec les travaux de conception détaillée jusqu'en 2021. La construction commencera en 2022 et durera environ deux ans.

## Service aux voyageurs

### Accueil
La station Caledonia comprendra une liaison piétonne vers une future gare de GO Transit et une boucle d'autobus hors rue de la TTC. L'entrée sera entièrement accessible sur le côté sud d'Eglinton, à l'ouest du couloir ferroviaire. Une place sera également aménagée face à Eglinton Avenue, entre l'entrée principale et l'allée du mail Westside. Des espaces de vente au détail seront situés au niveau de la rue dans l'entrée principale.

### Dessert
La station sera desservie par le tramway de la ligne 5 Eglinton, ainsi que les trains de banlieue de la ligne Barrie entre les gares Union de Toronto et d'Allandale Waterfront.

### Intermodalité
Une fois ouverte, la station Caledonia sera desservie par les lignes d'autobus de la TTC suivantes :
- 18 Caledonia
  - Direction nord vers la station Yorkdale
- 34 Eglinton
  - Direction ouest vers la station Mount Dennis
  - Direction est vers la station Kennedy
- 47 Lansdowne
  - Direction sud vers Queen Street

## Œuvre d'art public
Dans le cadre d'un programme d'installation d'œuvres d'art aux stations principales de la ligne 5 Eglinon, la station Caledonia présentera une œuvres d'art. The Ride of Your Life est une série d'œuvres murales en mosaïque à grande échelle pour la station Caledonia. Les carreaux de mosaïque ont joué un rôle important dans l'histoire du transport structurant, utilisés dans la signalisation, l'architecture et le design. Utilisant un précédé de mosaïque traditionnellement employé pour le lettrage et la signalisation, des carreaux noirs et blancs très contrastés formeront des compositions textuelles à grande échelle composées de plusieurs caractères et tailles. Rappelant les affiches typographiques du début du XXe siècle, The Ride of Your Life utilisera le langage hyperbolique des affiches de foire pour évoquer un sentiment d'émerveillement.